# Callum Lang
Callum Joseph Lang (Liverpool, 8 settembre 1998) è un calciatore inglese, attaccante del Portsmouth.

## Biografia
Nato a Liverpool, si professa tifoso dell'Everton.

## Carriera
Cresce calcisticamente nel Wigan, dove esordisce nel 2017 in EFL Trophy. Dopo due stagioni in prestito in League Two, Callum debutta in Championship subentrando a Jamal Lowe nell'incontro perso per 3-1 contro il QPR. Nel 2020 passa in prestito annuale agli scozzesi del Motherwell, club militante in Scottish Premiership. Debutta in UEFA Europa League, disputando tre incontri. Richiamato anzitempo dal prestito, Lang diventa titolare nel Wigan e nel 2022 contribuisce alla vittoria della League One.
Nel 2023 lascia il Wigan con un totale di 143 presenze e 31 reti per passare al Portsmouth. Con i Pompey vince il campionato di Football League One 2023-2024. Il 21 dicembre 2024 mette a segno un poker nella vittoria per 4-1 contro il Coventry City.

## Palmarès
- Football League One: 2

Wigan: 2021-2022
Portsmouth: 2023-2024